# Pieskowa Skała
Pieskowa Skała è un castello della Polonia, situato nel villaggio di Sułoszowa, a 27 km a nord di Cracovia. La prima menzione di questo castello fu nel 1315 in un documento in latino del re Ladislao I di Polonia, sotto il nome di castrum Peskenstein.
L'attuale castello, costruito da Casimiro III di Polonia, è uno dei più celebri esempi di architettura difensiva del Rinascimento Polacco.